# Bishna
Bishna è una città dell'India di 9.141 abitanti, situata nel distretto di Jammu, nel territorio del Jammu e Kashmir. In base al numero di abitanti la città rientra nella classe V (da 5.000 a 9.999 persone).

## Geografia fisica
La città è situata a 32° 37' 0 N e 74° 52' 0 E e ha un'altitudine di 292 m s.l.m..

## Società

### Evoluzione demografica
Al censimento del 2001 la popolazione di Bishna assommava a 9.141 persone, delle quali 5.031 maschi e 4.110 femmine. I bambini di età inferiore o uguale ai sei anni assommavano a 965, dei quali 546 maschi e 419 femmine. Infine, coloro che erano in grado di saper almeno leggere e scrivere erano 6.584, dei quali 3.951 maschi e 2.633 femmine.